# 미니슈퍼컴퓨터
미니슈퍼컴퓨터(minisupercomputer)는 1980년대 중반에 등장한, 단명한 컴퓨터 종류로, 벡터 처리와 소규모 다중 처리가 결합된 것이 특징이다. 벡터 프로세서를 사용하는 과학 컴퓨팅이 대중화되면서 기업 수준이 아닌 부서 수준에서 사용할 수 있는 저렴한 시스템에 대한 필요성이 새로운 컴퓨터 공급업체가 시장에 진입할 수 있는 기회를 만들었다. 일반화하자면, 이러한 소형 컴퓨터의 목표 가격은 대형 슈퍼컴퓨터의 10분의 1이었다.
몇 가지 주목할만한 기술적, 경제적, 정치적 특성이 미니슈퍼컴퓨터의 특징이다. 첫째, 이전 메인프레임과 미니컴퓨터에 비해 하드웨어 측면에서는 구조적으로 더 다양했지만 소프트웨어 측면에서는 덜 다양했다. 둘째, VLSI의 발전으로 인해 가격이 저렴해졌다(미니 가격). 이 기계는 비용 효율적이고 신속하게 제조되도록 시장을 목표로 삼았다. 셋째, 누가 미니슈퍼컴퓨터를 제조하지 않았는지는 주목할 만한다. 미국 내에서는 IBM과 전통적인 메인프레임 제조업체, 미국 이외의 국가에서는 일본 슈퍼컴퓨터 공급업체와 러시아(미니컴퓨터를 제조하려는 시도에도 불구하고)이다.
1990년대에는 고성능 부동소수점 장치(FPU)를 갖춘 마이크로프로세서(MIPS R8000, IBM POWER2) 및 웨이텍(Weitek)은 이러한 종류의 컴퓨터에 대한 수요를 잠식했다.
업계 잡지 데이터메이션에서는 크레이 리서치와 호환되는 명령 집합을 의미하는 "크레엣"(crayette)이라는 용어를 만들었다.

## 주요 미니슈퍼컴퓨터 회사
이 목록의 다수 항목은 더 이상 존재하지 않는 회사들이다.
- 아메텍
- Alliant Computer Systems (1982년 데이터플로우 시스템즈로 설립; 1992년 파산)
- American Supercomputer (마이크 플린이 설립, 2차 자금 조달 실패)
- 아스트로나틱스 (위스콘신 대학교 짐 스미스가 설립한 부서)
- BBN Technologies (2009년 레이시온에 인수됨)
- Convex Computer (1982년 파섹으로 설립; 1995년 휴렛 팩커드에 인수됨)
- Culler Harris (CHI)
- Culler Scientific
- Cydrome (1984년 설립, 1988년 폐쇄)
- DEC (VAX 9000) (1998년 컴팩에 인수되었고, 컴팩은 2002년 HP에 인수됨)
- Elxsi Corporation (1979년 설립) (타타에 인수됨)
- Encore Computer (1983년 설립; 2002년 콤프로 컴퓨터 서비스에 인수됨)
- 에반스 & 서덜랜드
- Flexible Computer
- Floating Point Systems (1970년 설립; 1991년 크레이 리서치에 인수됨)
- Guiltech/SAXPY
- HAL Computer Systems (2001년 폐쇄)
- ICL (DAP) (2002년 후지쯔에 인수됨)
- Kendall Square Research (1994년 폐쇄)
- Key Laboratories
- MasPar (1996년 운영 중단)
- Meiko Scientific (1991년 운영 중단)
- Myrias Research Corporation (캐나다 회사, 앨버타주 에드먼턴)
- Multiflow Computer (1984년 설립; 1990년 운영 중단)
- nCUBE (2005년 C-COR에 인수됨)
- 프리즈마
- Parsytec
- 피라미드 테크놀로지 (1995년 지멘스에 인수됨)
- 사이언티픽 컴퓨터 시스템즈 (1983년 설립; 1989년 고속 네트워크 개발로 전환; 현재는 해체됨)
- 시퀀트 (1999년 IBM에 인수됨)
- 솔본 (2008년 딜로이트에 인수됨)
- SUPRENUM (1985년 연구 시작, 1990년 취소)
- 슈퍼텍 컴퓨터즈 (1985년 설립; 1990년 크레이 리서치에 인수됨)
- 씽킹 머신즈 코퍼레이션 (1994년 SUN에 인수됨)
- 비테세 코퍼레이션 (1987년 컴퓨터 부문 폐쇄) [1]